# Museo Q
El Museo Q es un museo de tránsito de Colombia fundado en 2014. Se trata de una propuesta museística de la sociedad civil, desprovista de fines lucrativos, de carácter voluntario, cuya misión radica en rescatar, difundir y poner de manifiesto las narrativas y los recuerdos de individuos LGBTIQ como componente integral de la narrativa nacional.

## Historia
La iniciativa de crear este museo fue concebida en 2012 por un grupo de personas queer que sintieron que faltaba espacio dentro de los museos en Colombia para sus vidas e historias.
A fines de 2014, se funda Museo Q, con la misión de visibilizar historias y memorias relacionadas con las identidades y expresiones de género no hegemónicas, así como las orientaciones y sexualidades no normativas. Siendo el primer museo de este tipo en el país. A partir de 2015, Museo Q ha desarrollado exhibiciones y eventos relacionados con la diversidad sexual y de género, abordando temas como "salir del clóset", el matrimonio igualitario y el erotismo en el arte. Ese año, el Centro Nacional de Memoria Histórica reporta que 1795 personas LGBT han sido víctimas del conflicto armado en Colombia, destacando el desplazamiento forzado, las amenazas de muerte, los asesinatos selectivos y la violencia sexual.
En 2016, Museo Q participa en la marcha por la ciudadanía plena LGBT en Bogotá, exigiendo representación para este sector social en el Museo Nacional de Colombia.
En 2017, Colombia Diversa y Caribe Afirmativo informan que a pesar de los avances legales y la reducción general de homicidios en el país, la violencia contra personas LGBT sigue siendo alta, con 109 muertes contabilizadas ese año.
En 2018, el Museo Nacional de Colombia contacta a Museo Q y anuncia la apertura de la sala Tejido Social, Voces y Confrontaciones, que incluye por primera vez un espacio dedicado a la población LGBT en el museo más antiguo del país. La sala exhibe objetos relacionados con la comunidad LGBT y entrelaza historias relacionadas con el conflicto armado y otros temas polémicos de la historia colombiana.
Durante este período, se han abierto varias exhibiciones relacionadas con la cultura queer en otros museos y galerías de Colombia, lo que demuestra un cambio positivo en la visibilidad y el diálogo sobre las prácticas artísticas asociadas a las poblaciones LGBT.
El gesto del Museo Nacional de Colombia representa la incidencia de la sociedad civil en el Estado, generando espacios de visibilidad para poblaciones tradicionalmente excluidas. Sin embargo, consideran importante que la nueva sala no se convierta en un espacio de re-victimización y que las nuevas colecciones LGBT sean protegidas y celebradas como parte de la identidad colombiana.

## Características
Museo Q es un proyecto multifacético y en constante evolución que abarca varios roles y enfoques. Es un museo en tránsito que combina la museología, la curaduría, la cartografía colaborativa, la pedagogía, la acción memorial, la plataforma para artistas y la narrativa LGBTQI+.
Opera bajo tres conceptos clave: 
1. Se presenta como un espacio sensible, transformador y dinámico. Su presencia física varía entre temporal, itinerante y transmutable.
2. En lugar de enfocarse en la conservación de objetos y reliquias, las colecciones y archivos del museo buscan entablar diálogos con el pasado y el presente, generando confrontación y conflicto.
3. Museo Q trabaja con la memoria de una comunidad específica sin perder su conexión con los discursos nacionales. Además, utiliza el cuerpo como un espacio de exhibición, una pieza expuesta y una narrativa personal. Aunque no cuenta con una sede física permanente, el museo se activa en diversos espacios y colabora con otras instituciones y personas para crear proyectos desde narrativas alternativas, demostrando resistencia y resiliencia.

## Exhibiciones
- Lo que se ve no se pregunta, 2016 y 2018, con el apoyo de IDARTES. Temática: "Salir del clóset"
- Lluvia de sobres, 2017, con el apoyo de ARTBO. Temática: matrimonio igualitario[7]
- Libido, 2018, con el apoyo del MamBo. Temática: el erotismo en el arte

## Premios
- Ganador del concurso Museo Reimaginado, 2017